# Bánh quy hạnh nhân

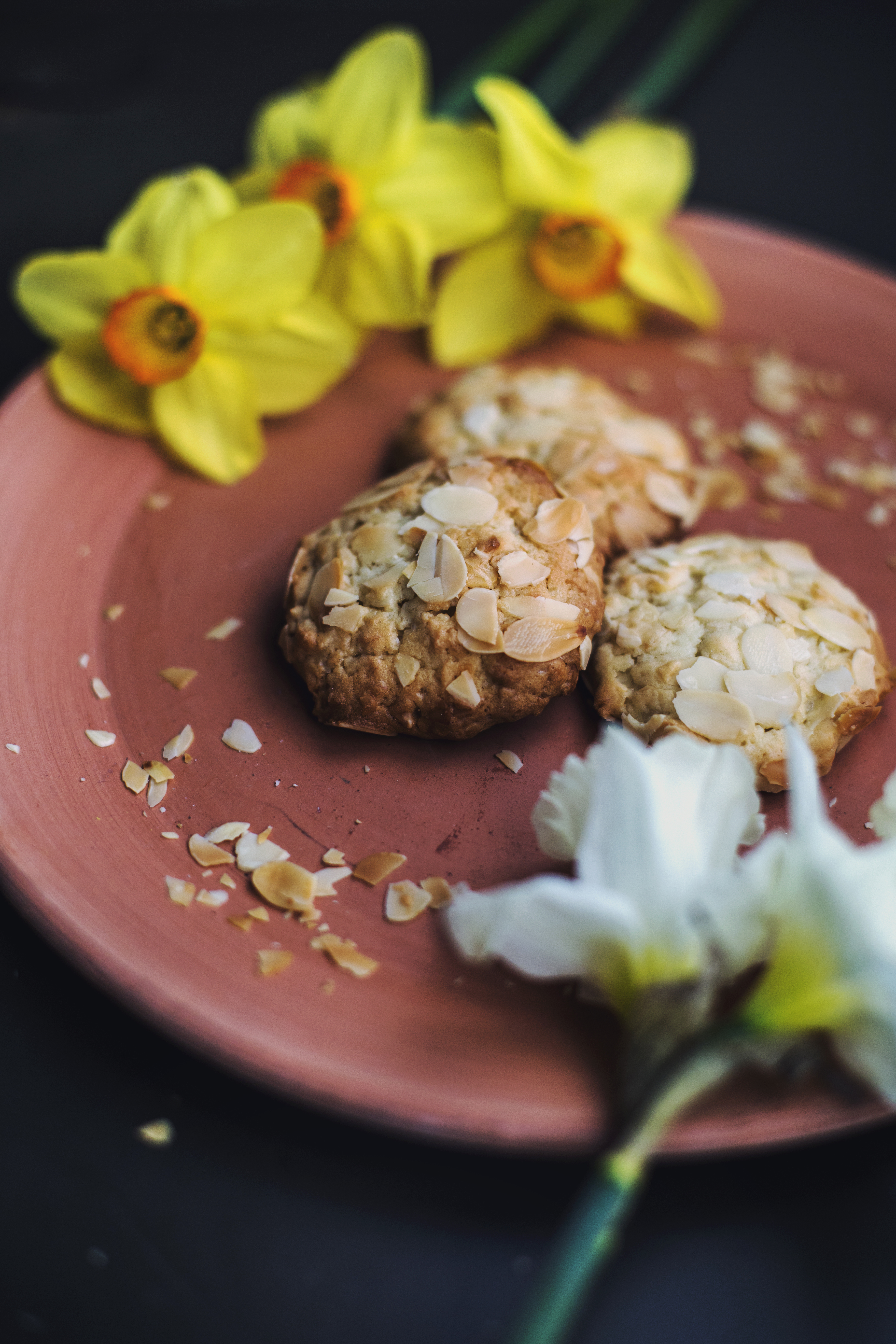
Bánh quy hạnh nhân

Bánh quy hạnh nhân là một loại bánh quy được thực hiện với hạnh nhân. Chúng là một loại bánh quy phổ biến trong nhiều nền ẩm thực khác nhau và có nhiều dạng. Các loại bánh quy hạnh nhân bao gồm bánh hạnh nhân, almendrados của Tây Ban Nha, qurabiya (một loại bánh quy bơ giòn làm từ hạnh nhân), và acıbadem kurabiyesi của Thổ Nhĩ Kỳ. Ngoài ra, şekerpare của Thổ Nhĩ Kỳ thường được trang trí bằng một quả hạnh nhân. Ở Na Uy, sandkaker là một loại bánh quy hạnh nhân được nướng trong hộp thiếc.

## Hình ảnh

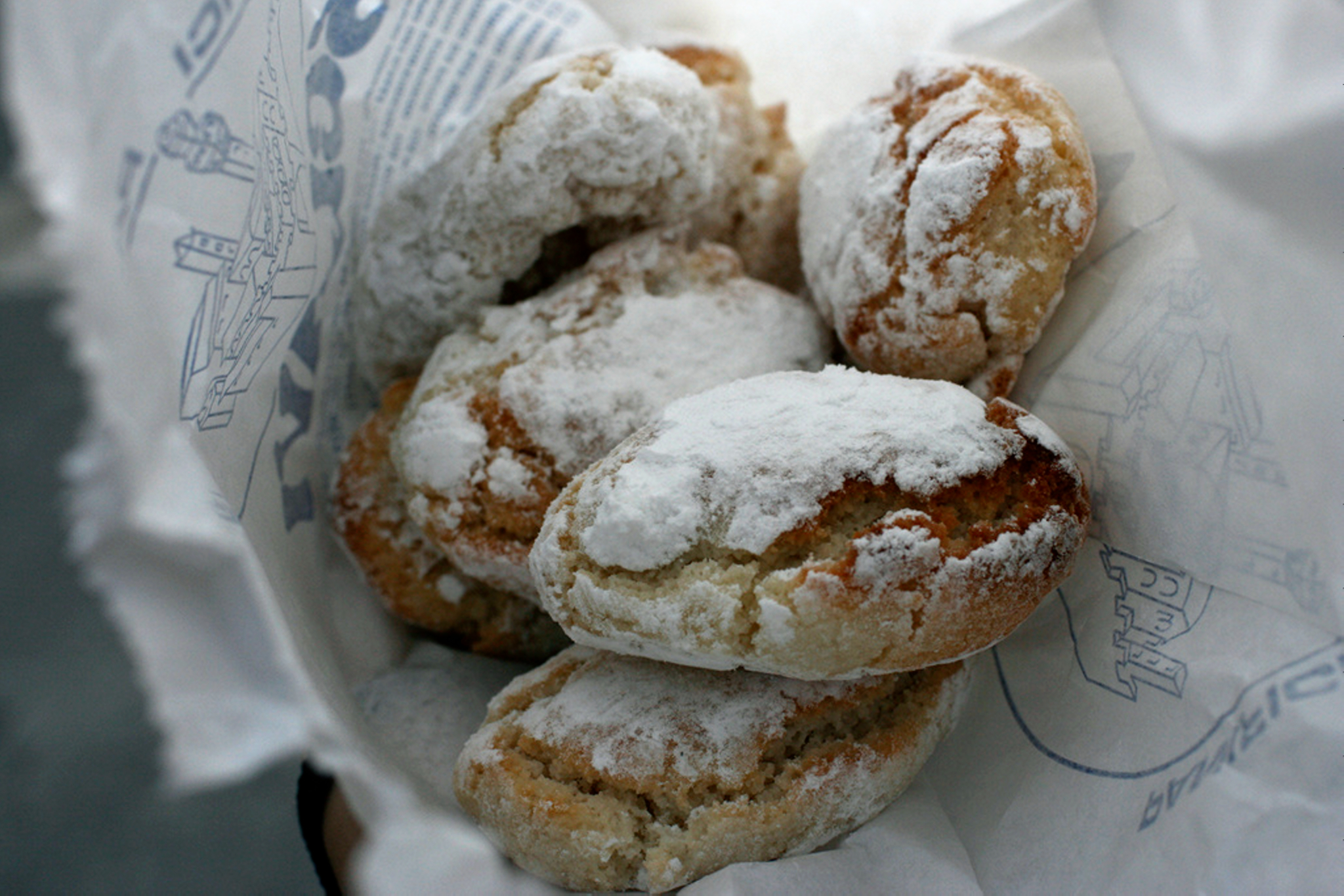
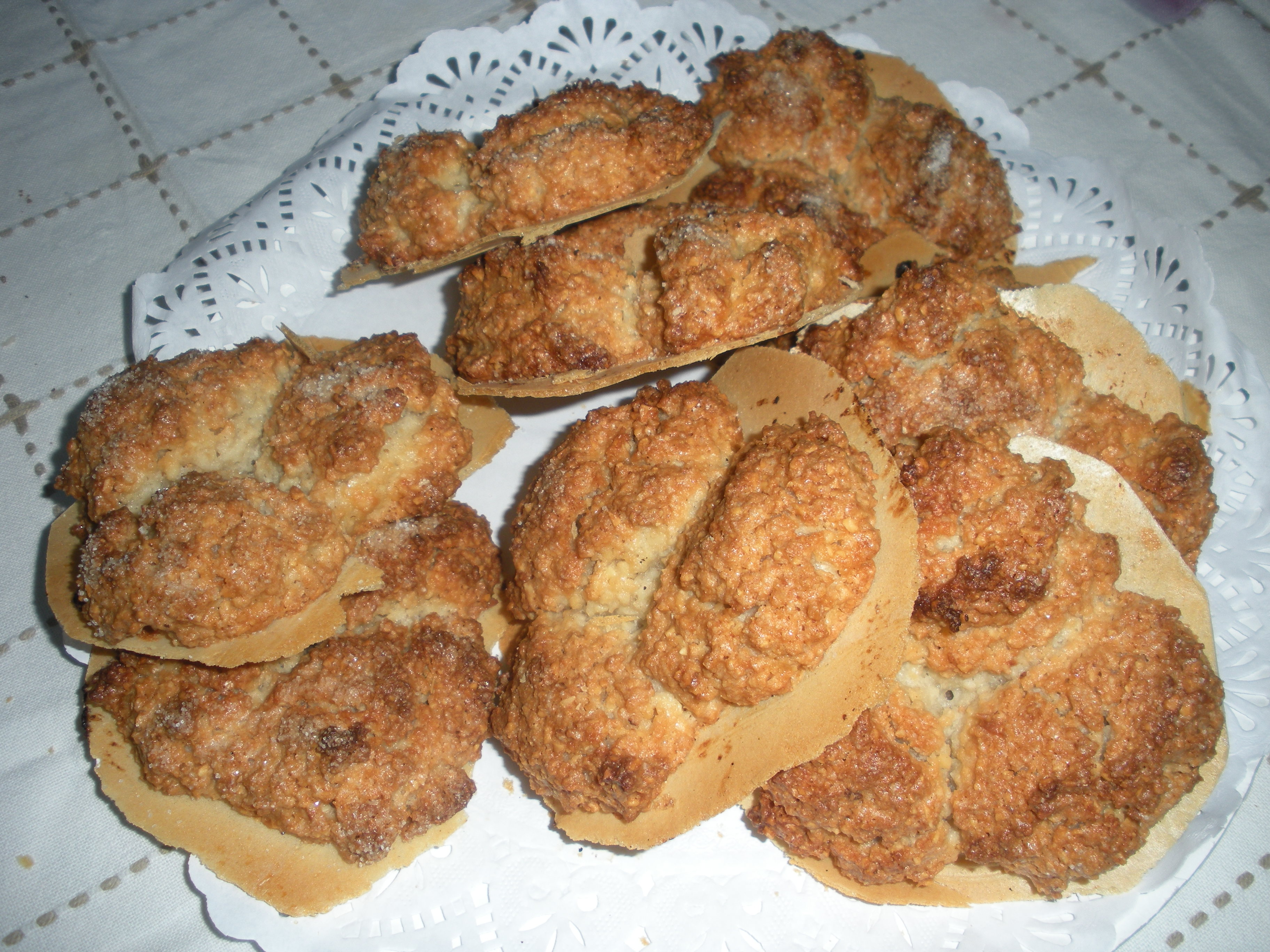
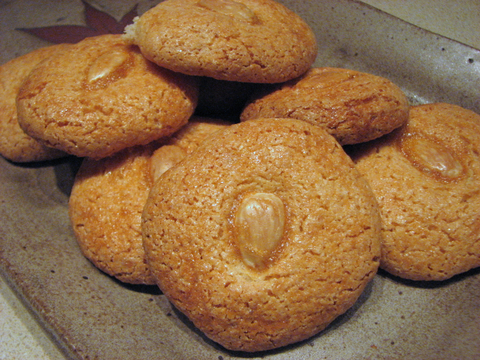